# Emil Hirschfeld
Emil Hirschfeld (ur. 31 lipca 1903 w Gdańsku, zm. 23 lutego 1968 w Berlinie Wschodnim) – niemiecki lekkoatleta, specjalista pchnięcia kulą, medalista olimpijski z Amsterdamu.

## Życiorys
W 1928 dwukrotnie ustanawiał rekord świata w pchnięciu kulą: najpierw 5 maja we Wrocławiu pchnął na odległość 15,79 m, a 26 sierpnia w Bochum jako pierwszy człowiek przekroczył granicę 16 metrów osiągając 16,04 m.
Na igrzyskach olimpijskich w 1928 w Amsterdamie zdobył brązowy medal w pchnięciu kulą. Startował również na igrzyskach olimpijskich w 1932 w Los Angeles, gdzie zajął 4. miejsce w pchnięciu kulą i 14. miejsce w rzucie dyskiem.
Był mistrzem Niemiec w pchnięciu kulą w latach 1928, 1929, 1930 i 1931 oraz wicemistrzem w 1927 i 1933, a także mistrzem w 1932 i wicemistrzem w 1933 w rzucie dyskiem. 
Po II wojnie światowej pracował jako trener.